# 印度人航空605號班機空難
印度人航空605號班機（IAC605，IC605）是一班由孟買飛往班加羅爾的定期國內航班，由空中客車A320執行。1990年2月14日，一架編號為VT-EPN的A320執行此航班，在班加羅爾機場降落時墜毀，導致92人遇難。這是A320客機的第二次全毀事故。

## 事故經過
當天的IC605號班機由一架1989年出廠的空客A320執行，於當地時間上午11時58分從孟買機場起飛。12時44分，班機被准許向班加羅爾機場09跑道做目視進場。在最終進場時，飛機在進場標準高度以下飛行，直至觸及一個高爾夫球場的邊界，隨即復飛，但又落在高爾夫球場上，最後撞上一座護堤，停在一片沼澤區。包括4名機組人員在內的92人在事故中遇難。